# Ludmila Zemanová
Ludmila Zemanová (* 23. dubna 1947 ve Zlíně) je česko-kanadská výtvarnice, ilustrátorka, spisovatelka, scenáristka, režisérka a pedagožka, dcera výtvarníka, animátora a filmového režiséra Karla Zemana.

## Život
Vystudovala Střední umělecko-průmyslovou školu v Uherském Hradišti, poté studovala Univerzitu Palackého v Olomouci, kterou nedokončila, posléze pracovala jako výtvarnice ve filmovém studiu ve Zlíně ve skupině svého otce.
Kromě animované tvorby se věnovala také ilustrování dětských knih pro nakladatelství Albatros.
V roce 1984 emigrovala s rodinou do Kanady, kde působila jako pedagožka, později i jako režisérka a výtvarnice animovaných filmů a ilustrátorka dětských knih. Nejprve žila a učila ve Vancouveru, nyní žije s rodinou v Montrealu.
Mezi její nejznámější a nejúspěšnější knihy patří trilogie Epos o Gilgameši, za který získala řadu mezinárodních uměleckých cen a ocenění.
V roce 2010 navštívila Českou republiku, kde se stala hostem a čestnou předsedkyní několika filmových festivalů.

## Filmografie

### Pro Československou televizi
- Malý Sambo
- Kluci a peřina
- Indianské rozprávky

### Ostatní
- Čertík Fidibus (s bývalým manželem Eugenem Spáleným)
- Lord of the Sky (nominace na Oskara)